# 富尔马尼亚克
富尔马尼亚克（法語：Fourmagnac，法語發音：[fuʁmaɲak]）是法国洛特省的一个市镇，属于菲雅克区。

## 地理
富尔马尼亚克（44°39'48"N, 1°58'46"E）面积3.78 平方千米，位于法国奧克西塔尼大區洛特省，该省份为法国西南部内陆省份，北起顺时针与科雷兹省、康塔爾省、阿韦龙省、塔恩-加龙省、洛特-加龍省和多尔多涅省接壤。
与富尔马尼亚克接壤的市镇（或旧市镇、城区）包括：康比拉、卡尔达亚克、丰镇、圣布雷苏。

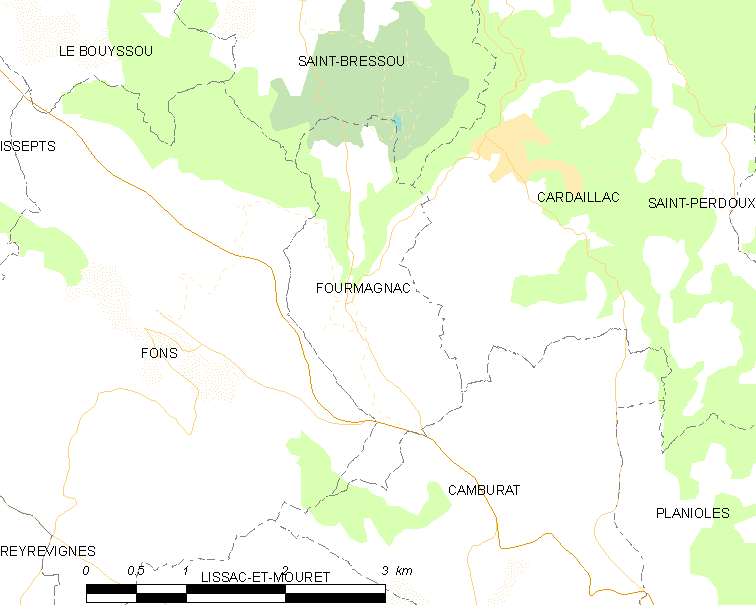
富尔马尼亚克的OSM定位图

富尔马尼亚克的时区为UTC+01:00、UTC+02:00（夏令时）。

## 行政
富尔马尼亚克的邮政编码为46100，INSEE市镇编码为46111。

## 政治
富尔马尼亚克所属的省级选区为菲雅克第一县。

## 人口

1962-2008年间富尔马尼亚克人口变化图示

富尔马尼亚克于2022年1月1日时的人口数量为176人。